# あれよ星屑
『あれよ星屑』（あれよほしくず）は、山田参助による日本の漫画である。『月刊コミックビーム』（エンターブレイン）にて、2013年9月号から2018年2月号まで連載。
山田参助にとって初となる、一般誌での長編作品で、戦中戦後という暗く重い題材を、作者の持ち味を活かした類稀なる巧みな描写と画面構成、洗練された台詞回しで生き生きと描いている。『焼け跡闇市ブロマンス』を代表に、ブロマンスを主軸としたキャッチコピーが用いられている。2014年12月10日「このマンガがすごい!2015」オトコ編第5位、「フリースタイル」「THE BEST MANGA 2015 このマンガを読め!」にて第3位、第23回手塚治虫文化賞にて新生賞を受賞。第48回日本漫画家協会賞大賞コミック部門受賞。

## 制作
本作の作者である山田参助は、高度成長期末期の1972年生まれだが、幼少期から松谷みよ子などの児童文学を通じて戦中戦後の様子に興味を持った。その後、同時代を描いた映画や、野坂昭如や田中小実昌らの小説を通じてイメージを膨らませていった。
執筆にあたり、山田は当時の軍装を調査し、元自衛官に取材して部隊の人数を確認することもあり、当時の報道写真を参考に町並みを描いた。
また、外国語のセリフには、日本語と原語を併記した。

## あらすじ
敗戦直後の焼け野原の東京で復員兵である川島徳太郎は、闇市で雑炊屋を営む傍らで酒に溺れる毎日だった。そんな折に軍隊時代の部下である黒田門松と偶然再会する。黒田へ故郷に帰るように勧めるものの、若さに感けて無鉄砲に生きる黒田は川島の変貌ぶりに驚きながらもそのまま居着いてしまう。
酒に浸り死を見つめる男と生に翻弄される男二人、それを取り巻く人々の現在と過去の物語である。

## 主な登場人物
川島 徳太郎（かわしま とくたろう）
復員兵であり闇市で雑炊屋を営んでいる、20代。雑炊屋の販売接客はおじさんと呼ばれる中年に任せっきりである。他国語で会話できるため金子の通訳として駆り出されることもある。
軍隊時代の階級は軍曹、中隊一の昼行灯と呼ばれていた。直属である陸軍第三分隊の兵隊達からは川島班長と呼ばれ慕われていた。
黒田 門松（くろだ かどまつ）
復員兵として宮古島から浦賀へ浅草の寄席で働いていた時の仲間探して尋ねるも無一文で彷徨っていた、20代。図体がデカく濃い髭に合わさり熊と形容されることもある。
日中は雑炊屋を手伝ったりしている。軍隊時代は第三分隊に所属、階級は一等兵。

### 戦後 東京
杉浦 菊子（すぎうら きくこ）
清酒ひさごの女将であり、酒浸りの川島を何かと気にかけている。金子兄弟とは幼馴染で、宏道とは許嫁の仲。
杉浦 スミ（すぎうら スミ）
菊子の実の妹、戦時中は疎開をしており今は菊子と2人で暮らしている。
金子（かねこ）
復員兵であり終戦まで川島と陸軍病院で枕を並べ同じ船で日本へ戻ってきた。第三分隊の金子宏道は実の弟である。現在は以前世話になっていた小津組でヤクザをやっている。
三鶴（さんかく）
黒田の寄席時代の仲間。名前と違って四角い顔をしている。
お吉（およし）
黒田の旧友でありパンパン通りで客を取り生計を立てている。スエ子、トメ子、〆子と呼ばれる3人の仲間がいる。4人の塒の入り口には竹さんと呼ばれる老女が番人をしている。
昭吉（しょうきち）
川島が寝床にしている廃バスの隣に父親と一緒に住んでいる。シケモクを拾い巻き直して売っている。
ヨッチン、しげる、ヒロ子（ヒロこ）、タケ坊（タケぼう）
戦争で身寄りを亡くした子ども達。行商や靴みがきなどで日銭を稼ぎながら身を寄せ合っている。しげるの飼っている犬の名前は本海丸。
木村（きむら）
軍隊時代は特別攻撃隊に所属していた、階級は軍曹。出撃することなく敗戦を迎え日本へ移ってきた。上官である澤村少尉を慕っている。

### 戦争末期 軍隊時代
棟方兵長（むなかた へいちょう）
第三分隊に所属、階級は兵長。軍隊以外の社会では坊主をやっていた。
柴山 新吉（しばやま しんきち）
第三分隊に所属、階級は上等兵。軍隊以外の社会では魚屋をやっていた。
根来 亥作（ねごろ いぬさく）
第三分隊に所属、階級は上等兵。好物は女性。
金子 宏道（かねこ ひろみち）
第三分隊に所属、階級は上等兵。実の兄の金子と一緒に兵隊として大陸に渡っていた。杉浦菊子は許嫁である。
小糸 茂（こいと しげる）
第三分隊に所属、階級は一等兵。
佐治 秀（さじ まさる）
第三分隊に所属、階級は一等兵。
角野 勝一（かどの しょういち）、平井 健二（ひらい けんじ）、米原 四郎（まいばら しろう）
第三分隊に所属、階級は二等兵。
高 正英（こう まさひで）
第三分隊に所属、階級は二等兵。実家は農家であり、妻が出産を控えている。
岡部中尉（おかべ ちゅうい）
兵隊は討伐を行い、軍人として敵人を斬ることが必要だと考えている。第三分隊に目をつけている。
浮子（うきこ）
妖艶な魅力を持つ娼婦。流れて将校専門の倶楽部で働いている。

## 反響

### 評価
漫画・アニメ評論家ササキバラ･ゴウによる朝日新聞社の書評欄に取り上げられる。
また、同じく朝日新聞の2019年6月1日付の天声人語では、各章・各ページから占領下の笑い声や怒声などが聞こえるとした一方で、読後感は重くて深いと評された。

漫画家・漫画評論家いしかわじゅんによる週刊文春のコラムにも取り上げられた。
演出家、映画監督の大根仁、是枝裕和、役者である瑛太などはじめとして映画演劇音楽関連の人物からも評価を受けている。大根仁はTVブロスのコラムに取り上げ第一巻の重版の際には単行本帯にコメントを寄せている。

## 書誌情報
- 山田参助 『あれよ星屑』 エンターブレイン〈ビームコミックス〉、全7巻
  1. 2014年5月7日発行、ISBN 978-4-04-729591-9
  2. 2014年11月6日発行、ISBN 978-4-04-729969-6
  3. 2015年7月7日発行、ISBN 978-4-04-730536-6
  4. 2015年12月25日発行、ISBN 978-4-04-730836-7
  5. 2016年9月6日発行、ISBN 978-4-04-734251-4
  6. 2017年3月25日発売、ISBN 978-4-04-734536-2
  7. 2018年2月10日発売、ISBN 978-4-04-735046-5